# Sophronica asmarensis
Sophronica asmarensis là một loài bọ cánh cứng trong họ Cerambycidae.